# كريستوبال مارتي
كريستوبال مارتي (بالإسبانية: Cristòfor Martí) (22 مايو 1903 في إسبانيا - 28 يوليو 1986 في إسبانيا) هو مدرب كرة قدم ولاعب كرة قدم إسباني في مركز الوسط. شارك مع منتخب إسبانيا لكرة القدم ومنتخب كاتالونيا لكرة القدم. أما مع النوادي، فقد لعب مع إسبانيول ونادي برشلونة ونادي ساباديل.

## وصلات خارجية
- كريستوبال مارتي على موقع قاعدة بيانات كرة القدم.إي يو (الإنجليزية)
- كريستوبال مارتي على موقع ناشيونال فوتبول تيمز (الإنجليزية)